# Misumenops souzai
Misumenops souzai är en spindelart som först beskrevs av Soares 1942.  Misumenops souzai ingår i släktet Misumenops och familjen krabbspindlar. Inga underarter finns listade i Catalogue of Life.